# Endeavour (rymdfärja)
För andra betydelser, se Endeavour.
Endeavour (OV-105) är den femte och den senaste av Nasa:s rymdfärjor. Endeavour beställdes 1987 som ersättning för Challenger, som exploderat under en uppskjutning året före.
Då Challenger havererat valde NASA mellan två alternativ; antingen skulle man bygga om testfärjan Enterprise till en fullt fungerande rymdfärja, eller så skulle man bygga en ny färja till stor del bestående av delar som redan producerats för att vara reservdelar för redan existerande rymdfärjor. Valet föll på det senare alternativet på grund av att det blev billigare. 1992 lyfte Endeavour för första gången.
Endeavour är namngiven efter James Cooks skepp HMS Endeavour.
Endeavours sista uppdrag blev STS-134 som var planerat att lyfta den 29 april 2011. Rymdresan blev emellertid uppskjuten. Först kom ett nytt planerat datum den 10 maj, men starten skedde inte förrän den 16 maj 2011. Den 1 juni 2011 landade Endeavour för sista gången och därmed gick hon i pension efter 19 år i tjänst. Hon gjorde under dessa år 25 st flygningar och tillbringade 299 dagar i rymden.

## Rymdfärdsuppdragen

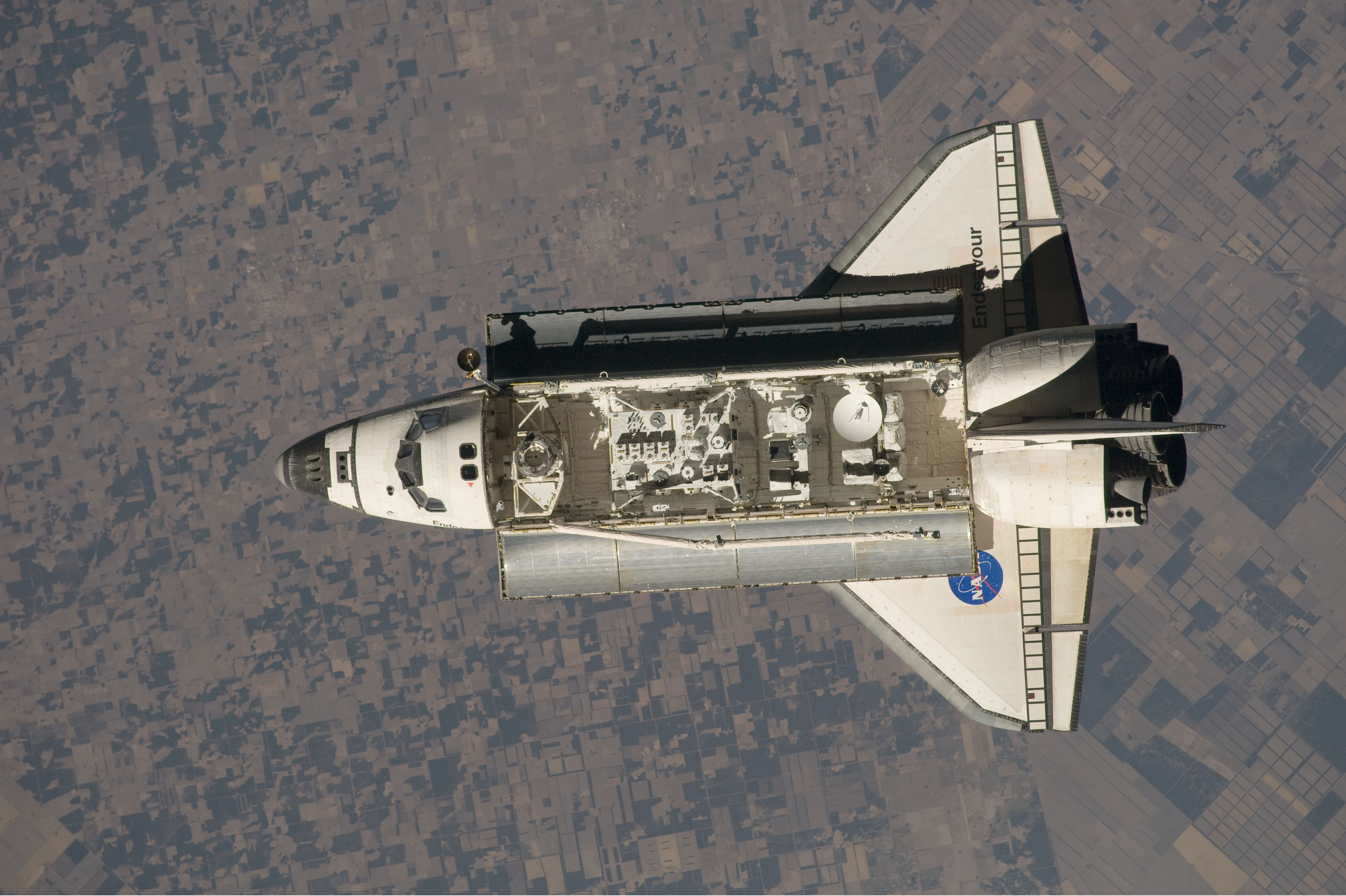
Endeavour sedd från ISS under STS-127.

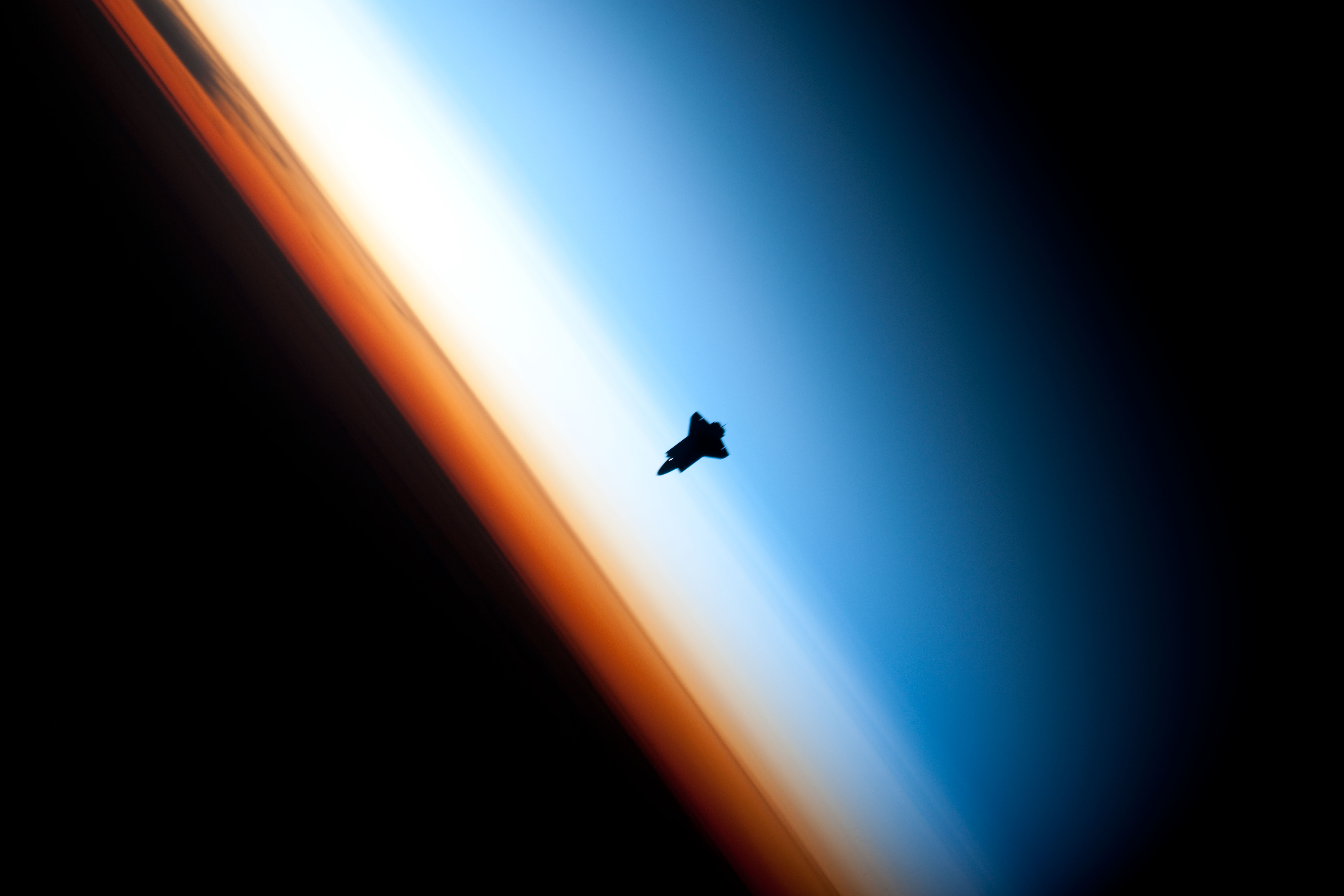
Siluett av Endeavour med jorden i bakgrunden.

| Färd | Uppdrag | Startdatum        | Landning          | Färdens tid (timmar, minuter, sekunder) |
| ---- | ------- | ----------------- | ----------------- | --------------------------------------- |
| 1    | STS-49  | 7 maj 1992        | 16 maj 1992       | 213:17:38                               |
| 2    | STS-47  | 12 september 1992 | 20 september 1992 | 190:30:23                               |
| 3    | STS-54  | 13 januari 1993   | 19 januari 1993   | 143:38:19                               |
| 4    | STS-57  | 21 juni 1993      | 1 juli 1993       | 239:44:54                               |
| 5    | STS-61  | 2 december 1993   | 12 december 1993  | 259:58:37                               |
| 6    | STS-59  | 9 april 1994      | 20 april 1994     | 269:49:30                               |
| 7    | STS-68  | 30 september 1994 | 11 oktober 1994   | 269:46:08                               |
| 8    | STS-67  | 2 mars 1995       | 18 mars 1995      | 399:08:48                               |
| 9    | STS-69  | 7 september 1995  | 18 september 1995 | 260:28:56                               |
| 10   | STS-72  | 11 januari 1996   | 20 januari 1996   | 214:00:45                               |
| 11   | STS-77  | 19 maj 1996       | 29 maj 1996       | 240:39:18                               |
| 12   | STS-89  | 22 januari 1998   | 31 januari 1998   | 211:46:54                               |
| 13   | STS-88  | 4 december 1998   | 15 december 1998  | 283:17:55                               |
| 14   | STS-99  | 11 februari 2000  | 22 februari 2000  | 269:38:00                               |
| 15   | STS-97  | 30 november 2000  | 11 december 2000  | 259:00:58                               |
| 16   | STS-100 | 19 april 2001     | 1 maj 2001        | 285:30:00                               |
| 17   | STS-108 | 5 december 2001   | 17 december 2001  | 283:36:00                               |
| 18   | STS-111 | 5 juni 2002       | 19 juni 2002      | 332:35:11                               |
| 19   | STS-113 | 23 november 2002  | 7 december 2002   | 330:47:13                               |
| 20   | STS-118 | 7 augusti 2007    | 21 augusti 2007   | 305:56:38                               |
| 21   | STS-123 | 11 mars 2008      | 27 mars 2008      | 378:12:27                               |
| 22   | STS-126 | 15 november 2008  | 30 november 2008  | 380:30:34                               |
| 23   | STS-127 | 16 juli 2009      | 31 juli 2009      | 376:44:58                               |
| 24   | STS-130 | 8 februari 2010   | 22 februari 2010  | 330:08:03                               |
| 25   | STS-134 | 16 maj 2011       | 1 juni 2011       | 337:38:51                               |

| Nasarymdfärjan Endeavour                 | Nasarymdfärjan Endeavour                 | Nasarymdfärjan Endeavour                 | Nasarymdfärjan Endeavour                 | Nasarymdfärjan Endeavour                 | Nasarymdfärjan Endeavour                 | Nasarymdfärjan Endeavour                 | Nasarymdfärjan Endeavour                 |
| Uppdragsemblem för Endeavours flygningar | Uppdragsemblem för Endeavours flygningar | Uppdragsemblem för Endeavours flygningar | Uppdragsemblem för Endeavours flygningar | Uppdragsemblem för Endeavours flygningar | Uppdragsemblem för Endeavours flygningar | Uppdragsemblem för Endeavours flygningar | Uppdragsemblem för Endeavours flygningar |
| ---------------------------------------- | ---------------------------------------- | ---------------------------------------- | ---------------------------------------- | ---------------------------------------- | ---------------------------------------- | ---------------------------------------- | ---------------------------------------- |
|                                          |                                          |                                          |                                          |                                          |                                          |                                          |                                          |
| STS-49                                   | STS-47                                   | STS-54                                   | STS-57                                   | STS-61                                   | STS-59                                   | STS-68                                   | STS-67                                   |
|                                          |                                          |                                          |                                          |                                          |                                          |                                          |                                          |
| STS-69                                   | STS-72                                   | STS-77                                   | STS-89                                   | STS-88                                   | STS-99                                   | STS-97                                   | STS-100                                  |
|                                          |                                          |                                          |                                          |                                          |                                          |                                          |                                          |
| STS-108                                  | STS-111                                  | STS-113                                  | STS-118                                  | STS-123                                  | STS-126                                  | STS-127                                  | STS-130                                  |
|                                          |                                          |                                          |                                          |                                          |                                          |                                          |                                          |
| STS-134                                  |                                          |                                          |                                          |                                          |                                          |                                          |                                          |